# ГЕС Gueishan
ГЕС Gueishan – гідроелектростанція на півночі острова Тайвань. Використовує ресурс із річки Beishi, правого витоку Xindian, яка дренує західний схил вододільного хребта острова та впадає до Тайванської протоки у місті Тайбей.
В межах проекту річку перекрили бетонною арковою греблею Feitsui висотою 122,5 метра та довжиною 510 метрів, яка потребувала 700 тис м3 матеріалу. Вона утворила водосховище з площею поверхні 10,24 км2 та об’ємом 406 млн м3 (корисний об’єм 335,5 млн м3).
Пригреблевий машинний зал обладнаний однією турбіною типу Френсіс потужністю 70 МВт, яка при напорі у 89 метрів забезпечує виробництво 223 млн кВт-год електроенергії на рік.